# Abronia meledona
Abronia meledona е вид влечуго от семейство Слепоци (Anguidae). Видът е застрашен от изчезване.

## Разпространение
Разпространен е в Гватемала.